# Aplysiidae
Aplysiidae, porodica morskih puževa jedina u nadporodici Aplysioidea, dio je reda Aplysiida (sin. Anaspidea). Sastoji se od 10 rodova koje ponekad uključuju u niže potporodice Aplysiinae, Dolabellinae i Notarchinae.

## Rodovi
1. Genus Aplysia Linnaeus, 1767
2. Genus Barnardaclesia Eales & Engel, 1935
3. Genus Bursatella Blainville, 1817
4. Genus Dolabella Lamarck, 1801
5. Genus Dolabrifera Gray, 1847
6. Genus Notarchus Cuvier, 1816
7. Genus Petalifera Gray, 1847
8. Genus Phyllaplysia P. Fischer, 1872
9. Genus Stylocheilus Gould, 1852
10. Genus Syphonota H. Adams & A. Adams, 1854